# HMD Pulse
HMD Pulse — лінійка бюджетних Android-смартфонів фінської компанії HMD Global. HMD Pulse, Pulse+ та Pulse Pro були випущені у 2024 році. В основному моделі відрізняються камерами.

## Дизайн
Передня панель виконана зі скла, а рамка та задня панель — з пластику. За дизайном смартфони відрізняються тільки формою LED-спалаху: овальний в Pulse та Pulse+ і круглий в Pulse Pro
Знизу розташовані мікрофон, гвинти, роз'єм USB Type-C та динамік, зверху — 3,5 мм аудіороз'єм, зліва — лоток зі слотами під одну або для дві SIM-картки і карту пам'яті, а справа — гойдалка регулювання гучності та кнопка блокування, в яку вбудовано сканер відбитків пальців. Ззаду розміщені острівець основної камери з LED-спалахом та логотип HMD.
HMD Pulse доступний в 3 кольорах: чорному, синьому та рожевому, Pulse+ доступний в зеленому, абрикосовому та синьому, а Pulse Pro доступний в чорному, зеленому та фіолетовому.

## Технічні характеристики

### Апаратне забезпечення
Пристрої отримали систему на кристалі початкового рівня UNISOC Tiger T606. HMD Pulse має 64 ГБ постійної пам'яті та 4 ГБ або 6 ГБ оперативної пам'яті, а HMD Pulse+ та Pulse Pro — 128 ГБ постійної пам'яті та 4 ГБ, 6 ГБ або 8 ГБ оперативної пам'яті. Об'єм сховища можна розширити картою пам'яті формату microSD до 256 ГБ.
Батарея отримала об'єм 5000 мА·год. Також Pro-модель має підтримку швидкого заряджання потужністю до 20 Вт, а інші моделі — звичайного заряджання до 10 Вт.
Смартфони мають 6,65-дюймовий дисплей типу IPS LCD з роздільною здатністю HD+ (1612 × 720), щільністю пікселів 265 ppi, співвідношенням сторін 20:9, частотою оновлення 90 Гц та круглим вирізом під передню камеру, розташованим зверху в центрі.
Всі три моделі оснащені подвійною основною камерою. В базової моделі вона складається з ширококутного об'єктива на 13 Мп і допоміжного об'єктива, в +-моделі — з ширококутного об'єктива на 50 Мп і допоміжного об'єктива, а в Pro-моделі —з ширококутного об'єктива на 50 Мп і сенсора глибини на 2 Мп. У всіх моделей ширококутний об'єктив має автофокус. Також HMD Pulse та Pulse+ отримали передню камеру на 8 Мп, а HMD Pulse Pro — на 50 Мп. Основна та передня камери всіх моделей вміють записувати відео в роздільній здатності 1080p@30fps.

### Програмне забезпечення
Смартфони працюють на «чистому» Android 14 і були пізніше оновлені до Android 15.